# Philagra memoranta
Philagra memoranta är en insektsart som beskrevs av Liu 1942. Philagra memoranta ingår i släktet Philagra och familjen spottstritar. Inga underarter finns listade i Catalogue of Life.